# 계수나무속
계수나무속(桂樹--屬, 학명: Cercidiphyllum 케르키디필룸[*])은 범의귀목의 단형 과인 계수나무과(桂樹--科, 학명: Cercidiphyllaceae 케르키디필라케아이[*])의 유일한 속이다. 동아시아의 중국과 일본이 원산지이다.
속명 Cercidiphyllum은 박태기나무(속명 Cercis)와 잎 모양이 아주 비슷해서 붙인 것이다. 박태기나무의 잎은 어긋 나고, 계수나무의 잎은 마주 나서 쉽게 구별할 수 있다.

## 하위 분류
- 계수나무(C. japonicum Siebold & Zucc. ex J.J.Hoffm. & J.H.Schult.bis)
- C. magnificum (Nakai) Nakai